# Corpuscularia gracillima
Corpuscularia gracillima är en isörtsväxtart som först beskrevs av Harriet Margaret Louisa Bolus, och fick sitt nu gällande namn av Niederle. Corpuscularia gracillima ingår i släktet Corpuscularia, och familjen isörtsväxter. Inga underarter finns listade i Catalogue of Life.